# Auros
Auros [oʁɔs] est une commune du Sud-Ouest de la France, située dans le département de la Gironde, en région Nouvelle-Aquitaine. Elle se trouve sur la route de Compostelle (Voie de Vezelay)

## Géographie

### Localisation
La commune d'Auros est située dans la Haute-Lande-Girondine, sur le Beuve, à 58 km au sud-est de Bordeaux, chef-lieu du département et à 11 km au sud-est de Langon, chef-lieu d'arrondissement.

### Communes limitrophes
Les communes limitrophes sont Brannens au nord, Savignac à l'est, Berthez au sud-est, Brouqueyran au sud-ouest, Coimères à l'ouest, Saint-Pierre-de-Mons au nord-ouest, Saint-Pardon-de-Conques au nord-nord-ouest et Bieujac à l'extrême nord-nord-ouest sur moins de 100 m.
| Saint-Pardon-de-Conques Saint-Pierre-de-Mons | Bieujac Brannens |          |
| Coimères                                     | Auros            | Savignac |
| Brouqueyran                                  |                  | Berthez  |

### Climat
Pour des articles plus généraux, voir Climat de la Nouvelle-Aquitaine et Climat de la Gironde.
Historiquement, la commune est exposée à un climat océanique aquitain.  
En 2020, Météo-France publie une typologie des climats de la France métropolitaine dans laquelle la commune est exposée à un climat océanique et est dans la région climatique Aquitaine, Gascogne, caractérisée par une pluviométrie abondante au printemps, modérée en automne, un faible ensoleillement au printemps, un été chaud (19,5 °C), des vents faibles, des brouillards fréquents en automne et en hiver et des orages fréquents en été (15 à 20 jours).
Pour la période 1971-2000, la température annuelle moyenne est de 12,9 °C, avec une amplitude thermique annuelle de 15,1 °C. Le cumul annuel moyen de précipitations est de 810 mm, avec 11,5 jours de précipitations en janvier et 6,7 jours en juillet. Pour la période 1991-2020, la température moyenne annuelle observée sur la station météorologique la plus proche, située sur la commune de Cazats à 6 km à vol d'oiseau, est de 13,7 °C et le cumul annuel moyen de précipitations est de 825,5 mm,. Pour l'avenir, les paramètres climatiques de la commune estimés pour 2050 selon différents scénarios d’émission de gaz à effet de serre sont consultables sur un site dédié publié par Météo-France en novembre 2022.

## Urbanisme

### Typologie
Au 1er janvier 2024, Auros est catégorisée bourg rural, selon la nouvelle grille communale de densité à sept niveaux définie par l'Insee en 2022.
Elle est située hors unité urbaine et hors attraction des villes,.

### Occupation des sols

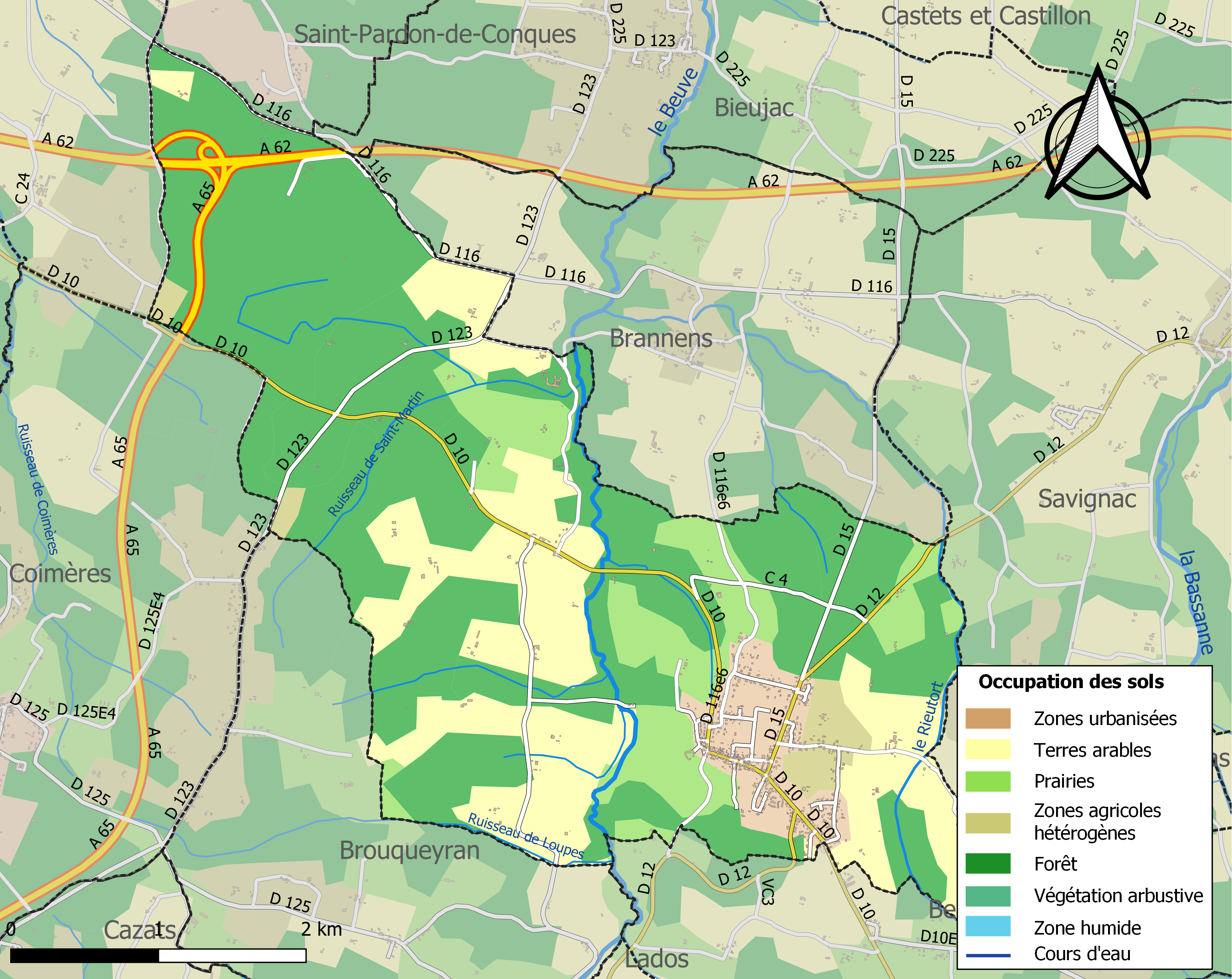
Carte des infrastructures et de l'occupation des sols de la commune en 2018 (CLC).

L'occupation des sols de la commune, telle qu'elle ressort de la base de données européenne d’occupation biophysique des sols Corine Land Cover (CLC), est marquée par l'importance des forêts et milieux semi-naturels (57,7 % en 2018), une proportion sensiblement équivalente à celle de 1990 (58 %). La répartition détaillée en 2018 est la suivante : 
forêts (57,7 %), terres arables (21,3 %), prairies (11,2 %), zones urbanisées (5,3 %), zones agricoles hétérogènes (2,4 %), cultures permanentes (2,1 %). L'évolution de l’occupation des sols de la commune et de ses infrastructures peut être observée sur les différentes représentations cartographiques du territoire : la carte de Cassini (XVIIIe siècle), la carte d'état-major (1820-1866) et les cartes ou photos aériennes de l'IGN pour la période actuelle (1950 à aujourd'hui).

### Voies de communication et transports
Les principales voies de communication routière qui traversent le village sont la route départementale 10 qui mène vers le nord-ouest à Langon et vers le sud-est à Grignols et la route départementale 12 qui mène vers le sud à Bazas et vers le nord à Savignac.
L'accès no 3 de Langon à l'autoroute A62 (Bordeaux-Toulouse) se situe à 12 km vers le nord-ouest, sur la départementale 10. L'accès no 4 de La Réole se situe à 11 km vers l'est.
Depuis fin 2010, la commune est traversée, dans sa partie ouest, par l'autoroute A65 reliant Langon et Pau. Cette autoroute communique avec l'A62 par le nœud autoroutier dit d'Auros au nord du territoire communal. L'accès no 1 de Bazas se situe à 13 km vers le sud-ouest.
La gare SNCF la plus proche est celle de Langon, distante de 12 km vers le nord-ouest, sur la ligne Bordeaux - Sète du TER Nouvelle-Aquitaine.

### Risques majeurs
Le territoire de la commune d'Auros est vulnérable à différents aléas naturels : météorologiques (tempête, orage, neige, grand froid, canicule ou sécheresse), inondations, feux de forêts et séisme (sismicité très faible). Un site publié par le BRGM permet d'évaluer simplement et rapidement les risques d'un bien localisé soit par son adresse soit par le numéro de sa parcelle.
La commune a été reconnue en état de catastrophe naturelle au titre des dommages causés par les inondations et coulées de boue survenues en 1982, 1999, 2009, 2014 et 2020,.
Auros est exposée au risque de feu de forêt. Depuis le 20 avril 2016, les départements de la Gironde, des Landes et de Lot-et-Garonne disposent d’un règlement interdépartemental de protection de la forêt contre les incendies. Ce règlement vise à mieux prévenir les incendies de forêt, à faciliter les interventions des services et à limiter les conséquences, que ce soit par le débroussaillement, la limitation de l’apport du feu ou la réglementation des activités en forêt. Il définit en particulier cinq niveaux de vigilance croissants auxquels sont associés différentes mesures,.

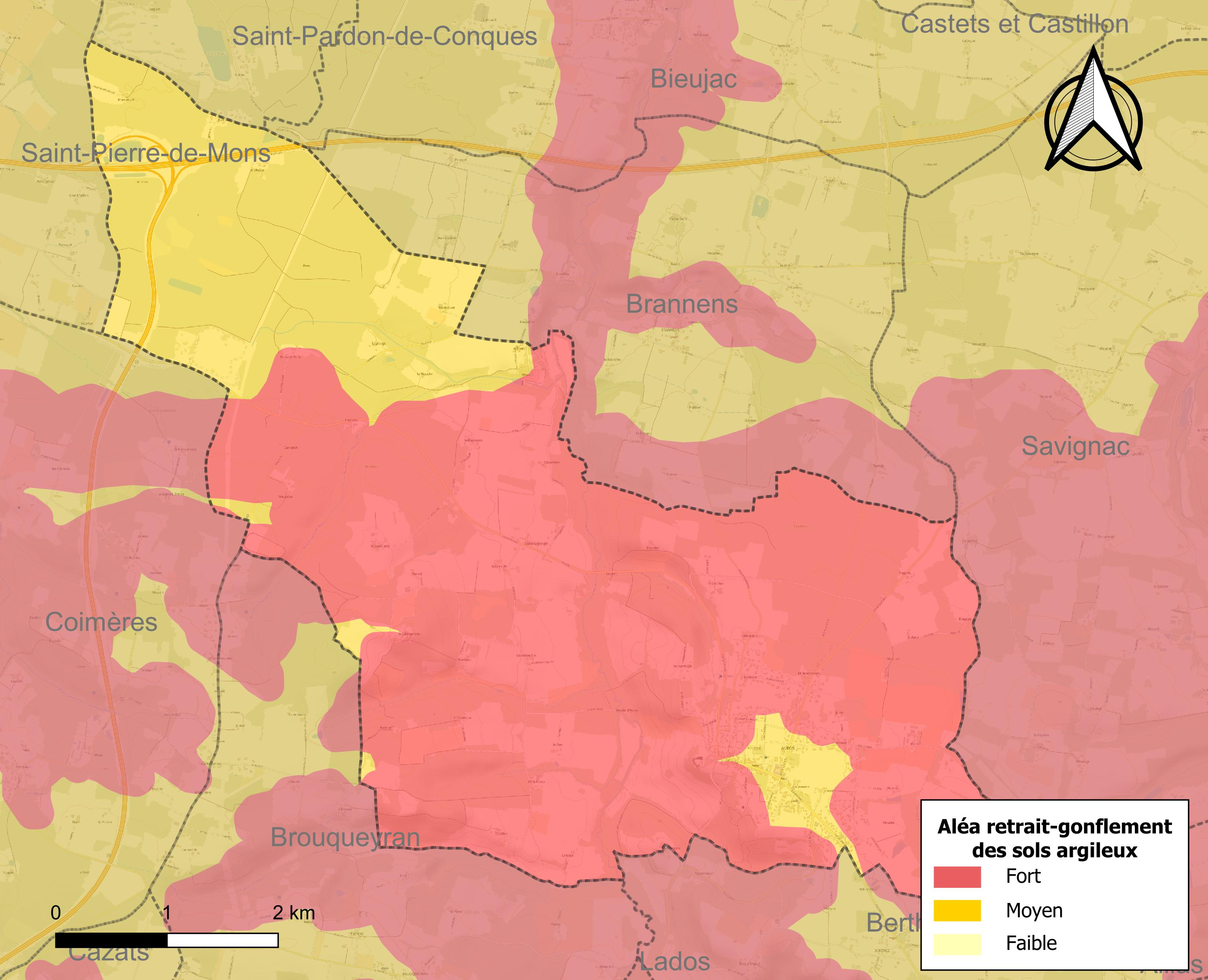
Carte des zones d'aléa retrait-gonflement des sols argileux d'Auros.

Le retrait-gonflement des sols argileux est susceptible d'engendrer des dommages importants aux bâtiments en cas d’alternance de périodes de sécheresse et de pluie. La totalité de la commune est en aléa moyen ou fort (67,4 % au niveau départemental et 48,5 % au niveau national). Sur les 428 bâtiments dénombrés sur la commune en 2019, 428 sont en aléa moyen ou fort, soit 100 %, à comparer aux 84 % au niveau départemental et 54 % au niveau national. Une cartographie de l'exposition du territoire national au retrait gonflement des sols argileux est disponible sur le site du BRGM,.
Par ailleurs, afin de mieux appréhender le risque d’affaissement de terrain, l'inventaire national des cavités souterraines permet de localiser celles situées sur la commune.
Concernant les mouvements de terrains, la commune a été reconnue en état de catastrophe naturelle au titre des dommages causés par la sécheresse en 2003, 2005, 2011 et 2015 et par des mouvements de terrain en 1999 et 2014.

## Toponymie
Le nom d'Auros vient peut être de « Au Ros », c'est-à-dire le roc.
En gascon, le nom de la commune est Auròs.
Ses habitants sont appelés les Aurossais.
On peut aussi penser au latin Aurus (or en français, aure en Gascon). Voir la commune voisine de Pondaurat (le pont doré, couleur des pierres d'un pont du XIIIe siècle).

## Histoire
Ancienne baronnie.
À la Révolution, la paroisse Saint-Germain d'Auros et son annexe, Notre-Dame d'Auros, forment la commune d'Auros.

## Politique et administration
| Période                                  | Période  | Identité                | Étiquette | Qualité |
| ---------------------------------------- | -------- | ----------------------- | --------- | ------- |
| avant 1962                               | ?        | Roger Drihole           | SFIO      |         |
| 1971                                     | 1983     | Roland Belloc           |           |         |
| 1985                                     | 2007     | Maylis Coudroy de Lille | DVD-SE    |         |
| mars 2008                                | 2014     | Stéphane Savigneux      | SE        |         |
| 2014                                     | En cours | Philippe Camon-Golya    | SE        | Employé |
| Les données manquantes sont à compléter. |          |                         |           |         |

### Intercommunalité
La commune d'Auros appartient à la communauté de communes du Pays d'Auros à sa création en 2003. Le 1er janvier 2014, elle intègre la communauté de communes du Réolais en Sud Gironde dont le siège est à La Réole.

## Démographie
L'évolution du nombre d'habitants est connue à travers les recensements de la population effectués dans la commune depuis 1793. Pour les communes de moins de 10 000 habitants, une enquête de recensement portant sur toute la population est réalisée tous les cinq ans, les populations de référence des années intermédiaires étant quant à elles estimées par interpolation ou extrapolation. Pour la commune, le premier recensement exhaustif entrant dans le cadre du nouveau dispositif a été réalisé en 2006.

En 2022, la commune comptait 1 046 habitants, en évolution de +2,85 % par rapport à 2016 (Gironde : +6,91 %, France hors Mayotte : +2,11 %).
| 1793 | 1800 | 1806 | 1821  | 1831 | 1836 | 1841 | 1846 | 1851 |
| ---- | ---- | ---- | ----- | ---- | ---- | ---- | ---- | ---- |
| 464  | 493  | 547  | 1 865 | 560  | 553  | 549  | 562  | 572  |

| 1856 | 1861 | 1866 | 1872 | 1876 | 1881 | 1886 | 1891 | 1896 |
| ---- | ---- | ---- | ---- | ---- | ---- | ---- | ---- | ---- |
| 601  | 600  | 610  | 584  | 581  | 611  | 631  | 616  | 606  |

| 1901 | 1906 | 1911 | 1921 | 1926 | 1931 | 1936 | 1946 | 1954 |
| ---- | ---- | ---- | ---- | ---- | ---- | ---- | ---- | ---- |
| 616  | 611  | 637  | 567  | 543  | 529  | 568  | 642  | 590  |

| 1962 | 1968 | 1975 | 1982 | 1990 | 1999 | 2006 | 2011 | 2016  |
| ---- | ---- | ---- | ---- | ---- | ---- | ---- | ---- | ----- |
| 661  | 623  | 609  | 645  | 669  | 662  | 803  | 942  | 1 017 |

| 2021  | 2022  | - | - | - | - | - | - | - |
| ----- | ----- | - | - | - | - | - | - | - |
| 1 047 | 1 046 | - | - | - | - | - | - | - |

## Économie

### Industrie
- Station de compression sur le réseau de gaz naturel.

## Culture locale et patrimoine

### Lieux et monuments
- L'abbaye Sainte-Marie du Rivet, nichée au cœur de la forêt, est une abbaye cistercienne qui a été classée monument historique par arrêté en 1926[29].
- L'église Notre-Dame[30] date du XIIIe siècle ; elle est remaniée en 1858 et 1878 par un architecte bordelais en style néogothique, mais conserve les murs gouttereaux de l'ancienne église paroissiale. Son chevet est plat ; elle comporte trois travées et deux chapelles latérales et une ancienne chapelle castrale des XIIe et XVe siècles où étaient inhumés les anciens barons d'Auros et abrite des stalles de l'ancienne abbaye du Rivet.
- Église Saint-Germain de Saint-Germain.
- Au nord-ouest du village, sur une route menant à Brouqueyran, se trouve l'église Saint-Germain, ancienne église paroissiale qui date des XIe et XIIe siècles ; dévastée par les calvinistes en 1577, puis par les frondeurs au XVIIe siècle, le service religieux fut transféré dans la chapelle du château qui devint l'église paroissiale Notre-Dame ; l'église a été entièrement restaurée, en particulier les cloches refondues en 1887[31].
- Le sentier botanique de Monco[32], situé sur un terrain argilo-calcaire orienté au sud, permet de découvrir 19 espèces d’orchidées[33]. Il est la propriété du Conservatoire Régional des Espaces Naturels d’Aquitaine (CREN) qui l’a donné en gestion à l’association des Amis des Orchidées d’Auros (A.O.A.).

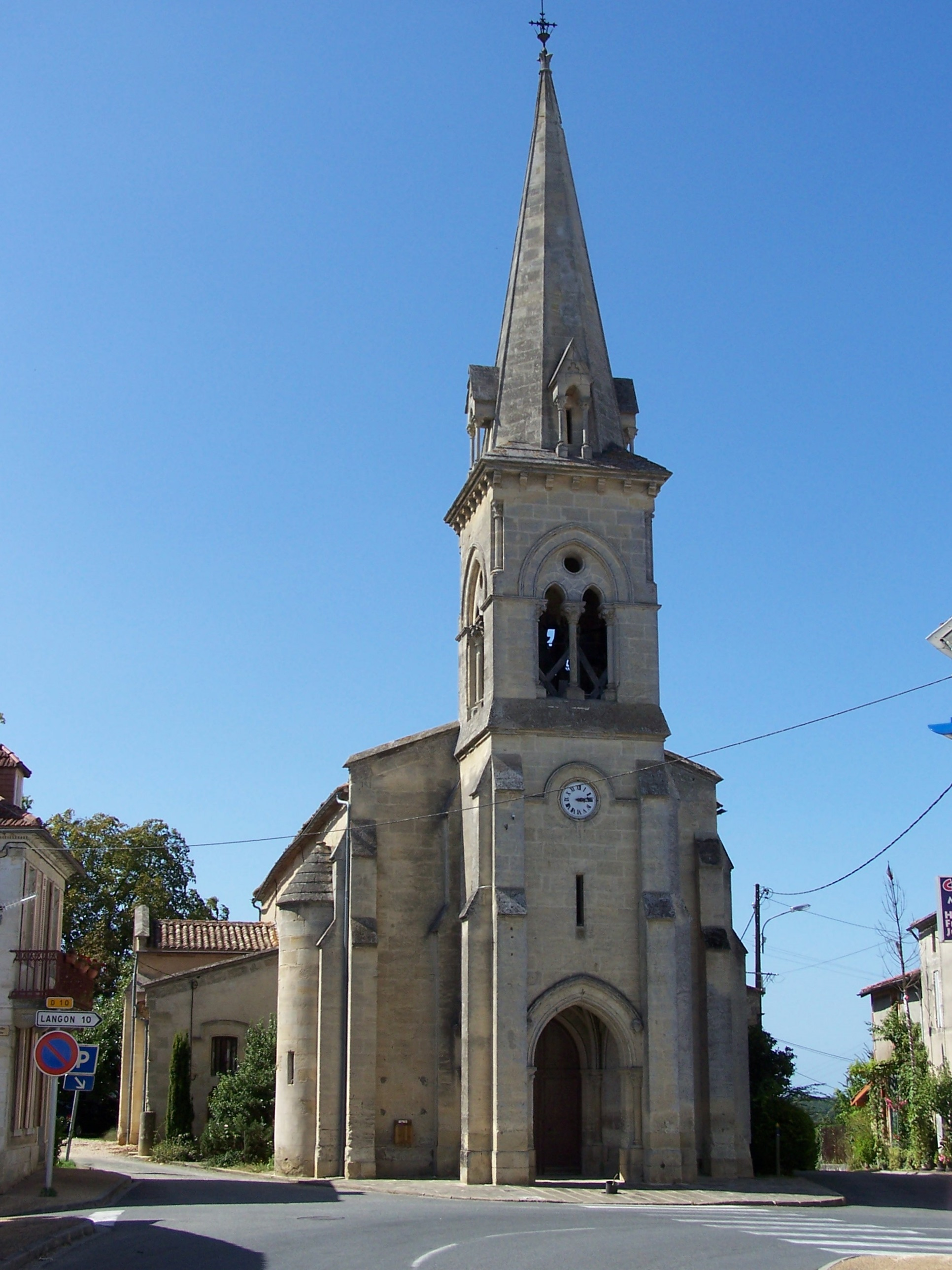
L'église Notre-Dame (sept. 2009)
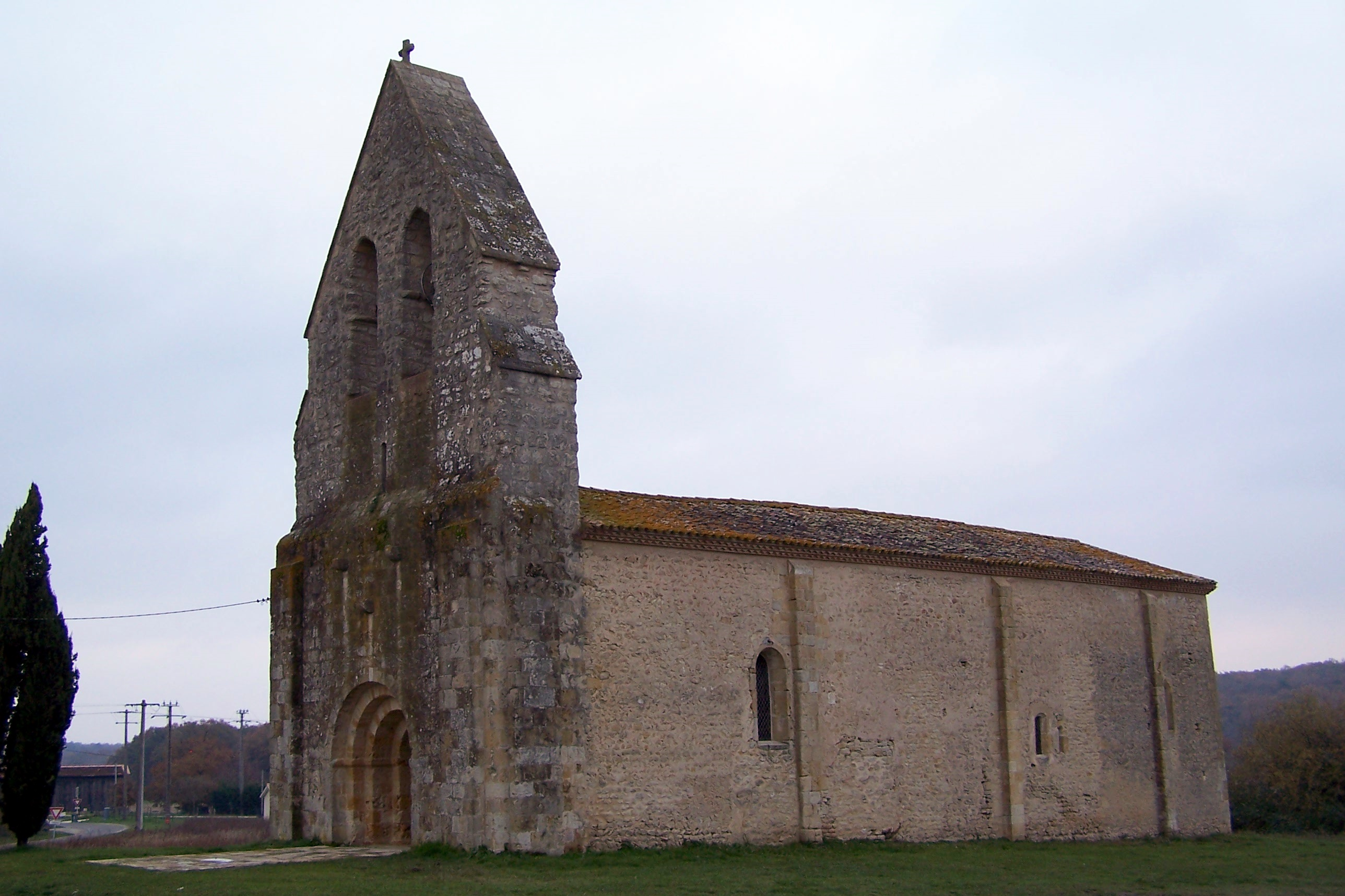
L'église Saint-Germain (déc. 2010)
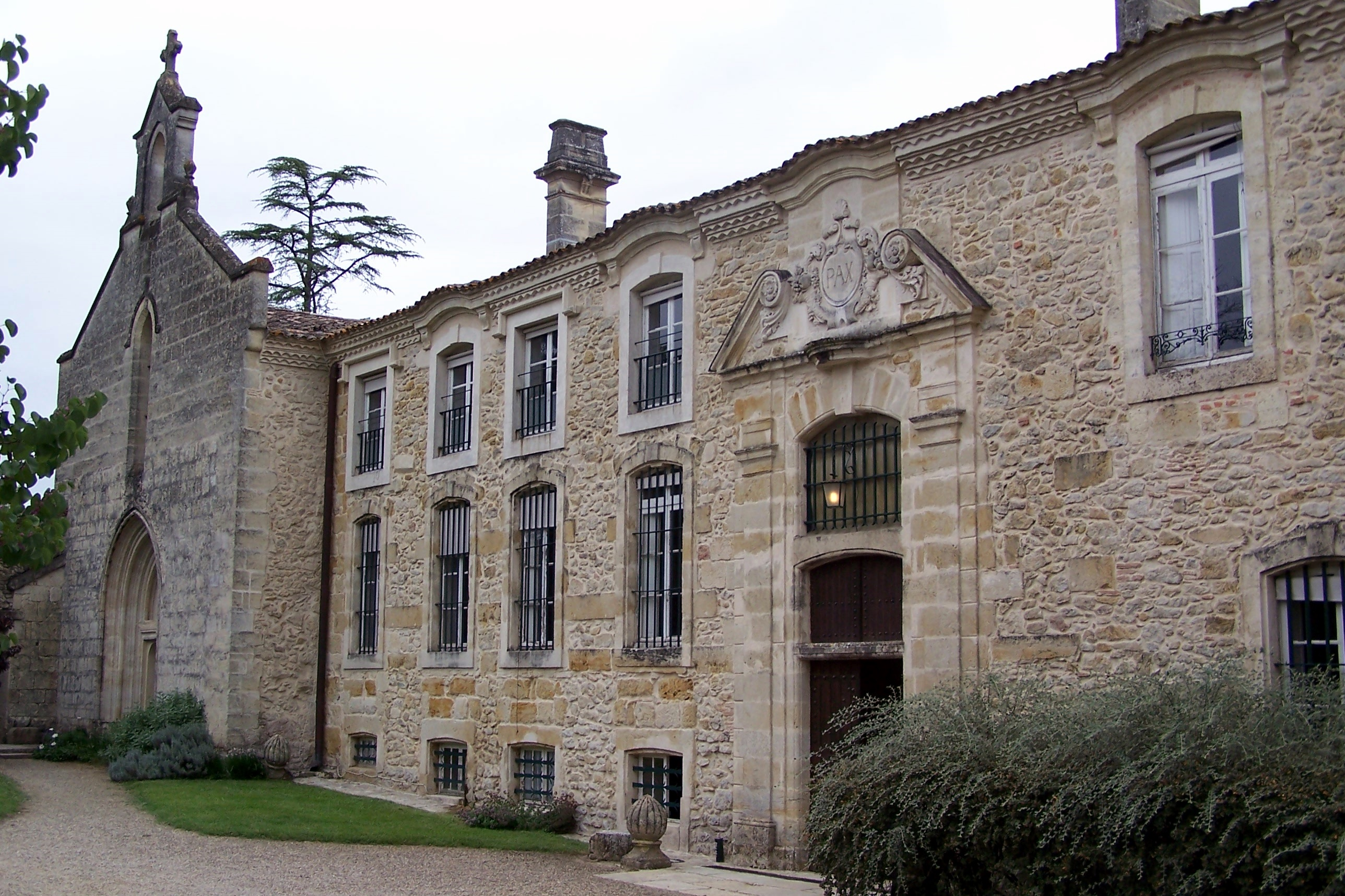
L'abbaye Sainte-Marie du Rivet (sept. 2011)
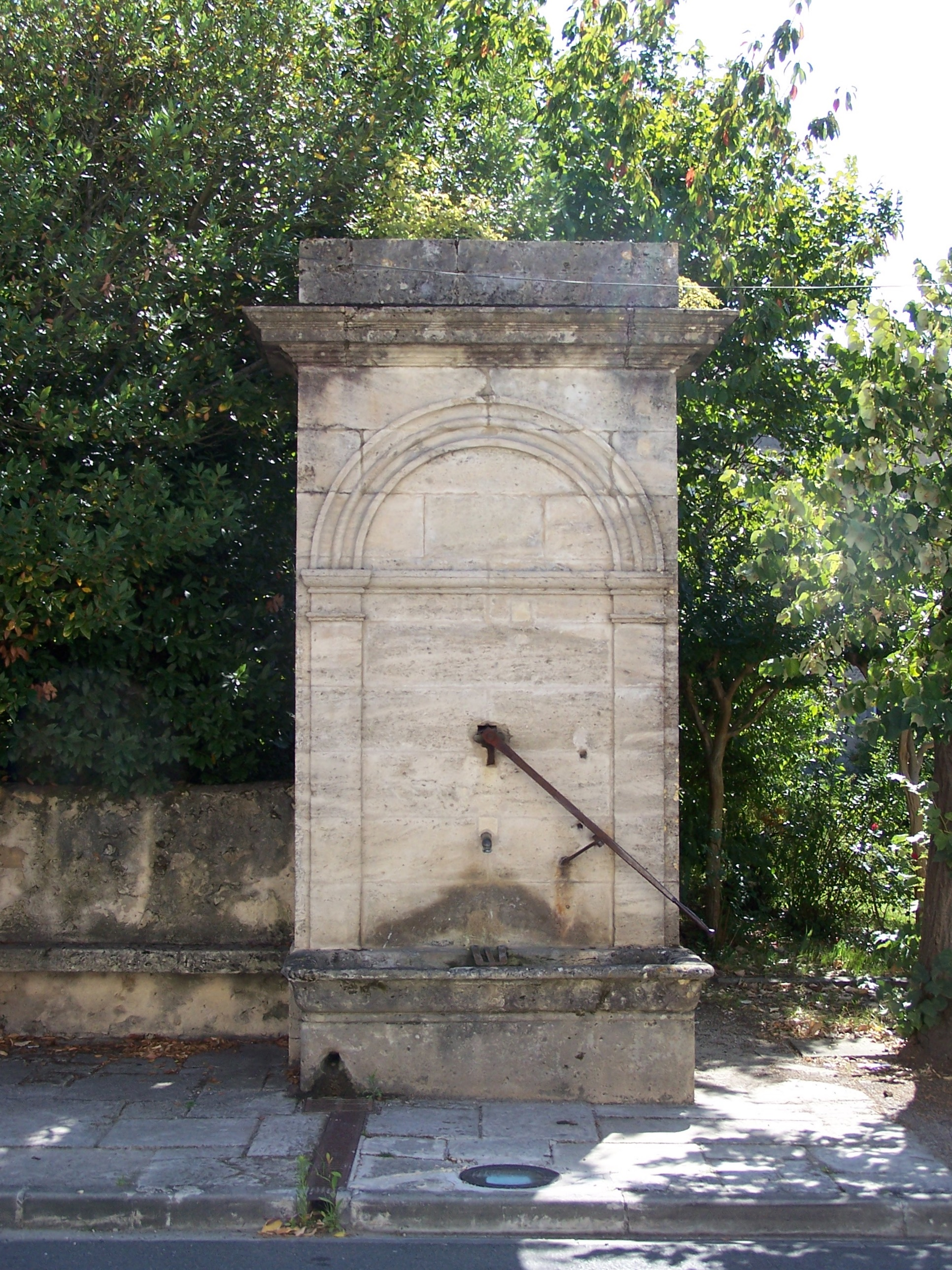
Une fontaine ancienne dans la rue principale (sept. 2009)
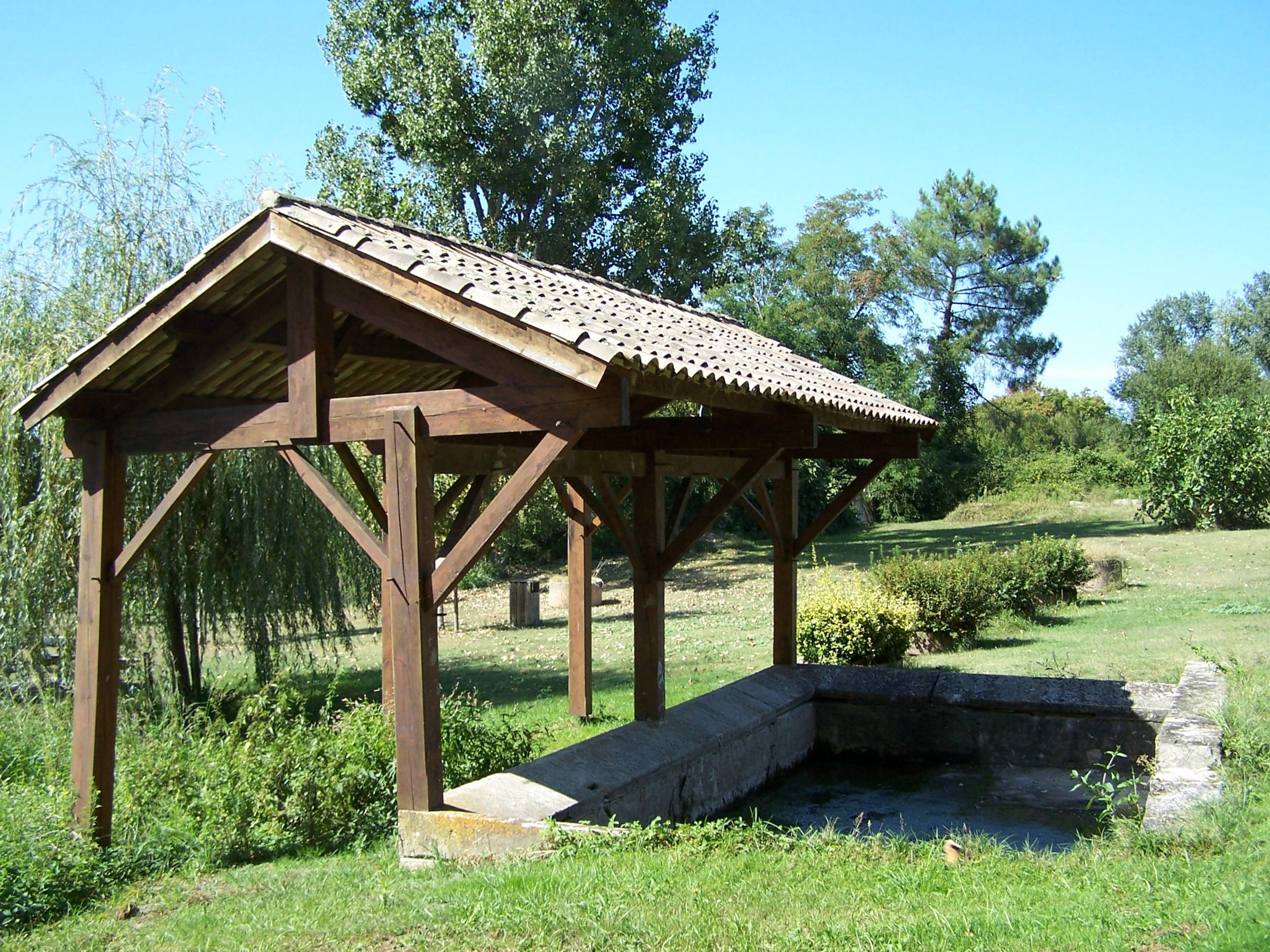
Lavoir du chemin de Monco (sept. 2009)
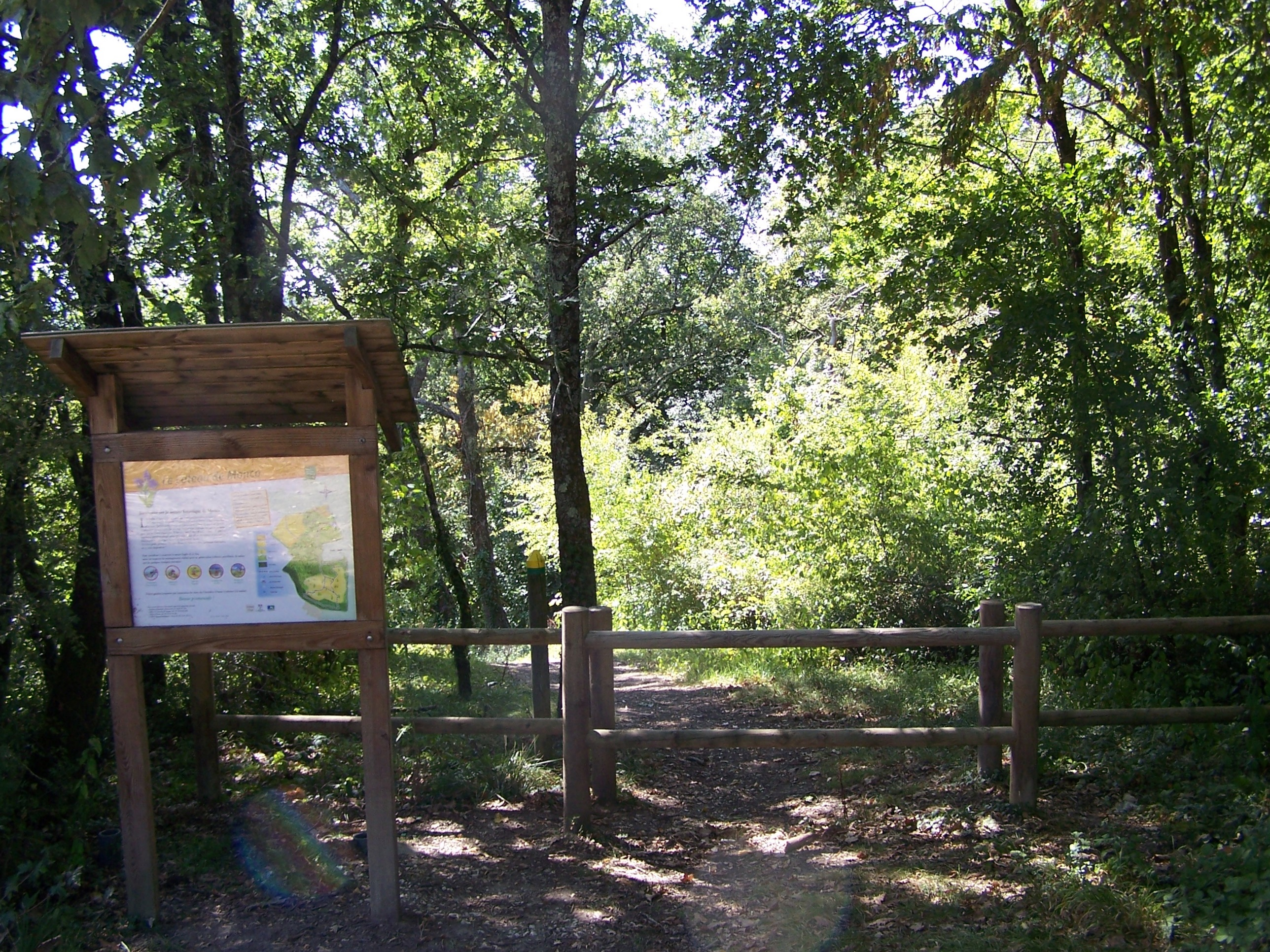
L'entrée du sentier de Monco (sept. 2009)
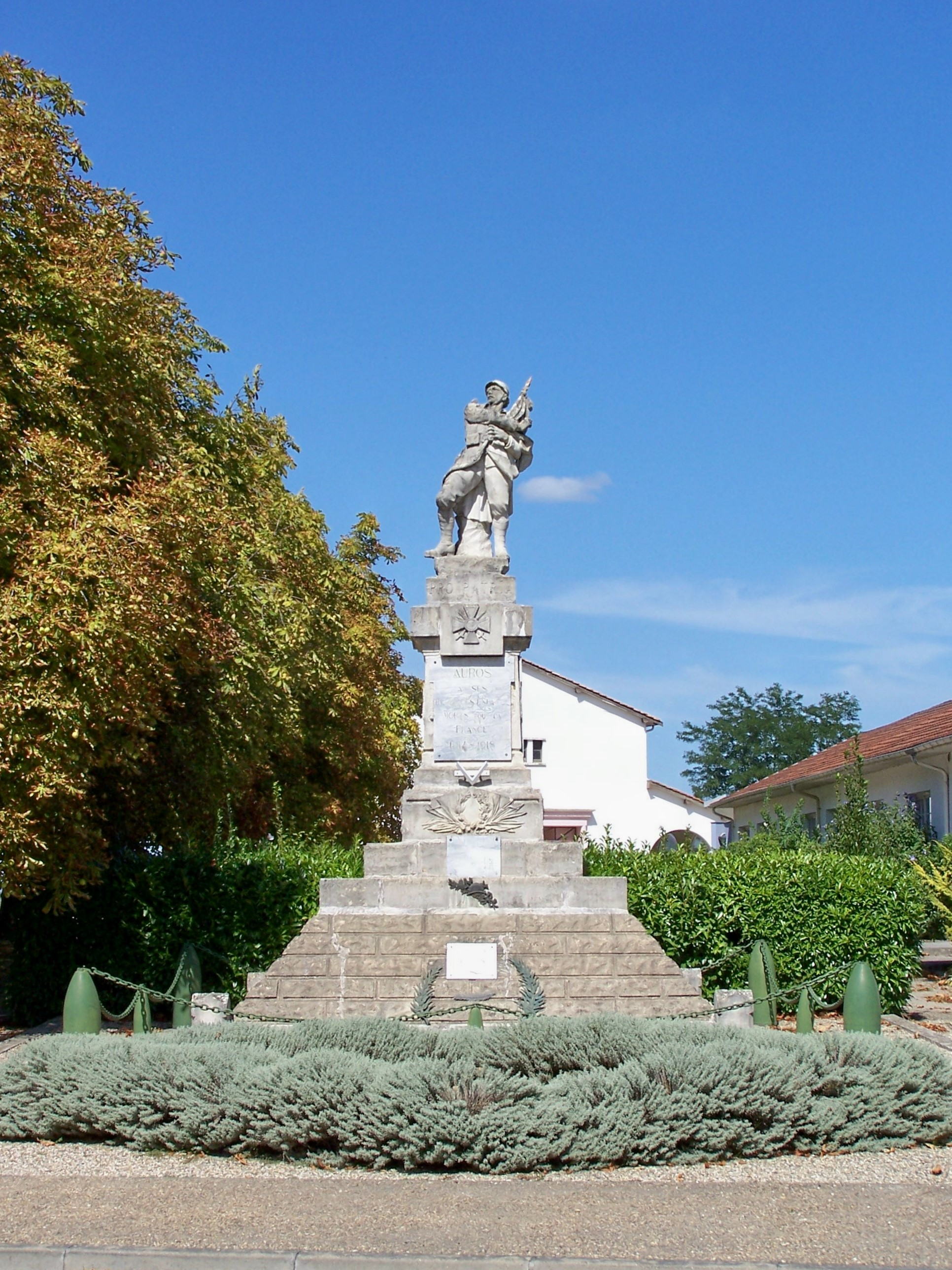
Le monument aux morts, en ville, près du foirail (sept. 2009)

### Personnalités liées à la commune
- Gabriel Macé (1918-1990), ancien résistant et journaliste au Canard Enchaîné, né à Auros ; une rue de la commune porte son nom.

### Héraldique
| Armes | Les armes d'Auros se blasonnent ainsi : Coupé, au premier parti au I d'or aux trois pals de gueules et au II d'azur à la tour d'argent ouverte et ajourée de sable, au second d'argent à la plante tigée de sable et feuillée de sinople posée en pal. |